# Poltavai nemzetközi repülőtér
A Poltavai nemzetközi repülőtér (ukránul: Міжнародний аеропорт «Полтава») (IATA: PLV, ICAO: UKHP) Ukrajna egyik nemzetközi repülőtere, amely Poltava közelében található. Éves utasforgalma 5036 fő .

## Története
A repülőteret az 1950–1960-as években építették.

## Futópályák
A repülőtér futópályái:
- 09/27

## Forgalom
Az utasforgalom az elmúlt években az alábbi módon változott:
| Utasok száma | 339  | 968  | 5036 |      |
|              | 2017 | 2018 | 2019 | 2021 |